# Francesco Peverelli
Francesco Peverelli (1789 – 1854) è stato un architetto italiano.

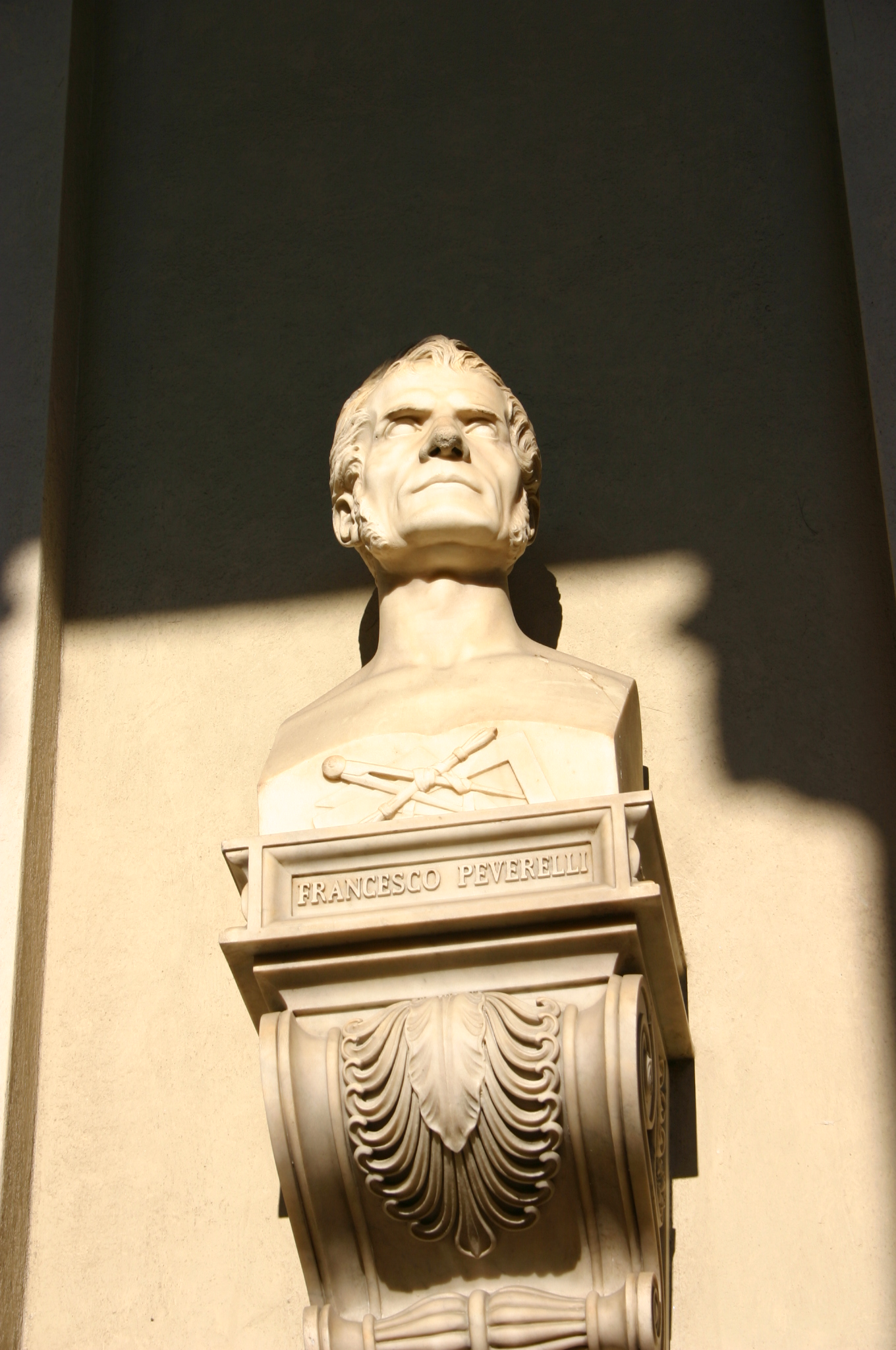
Busto a Francesco Peverelli nel Palazzo di Brera

Resta noto per aver preso parte alla direzione dei lavori per la realizzazione dell'Arco della Pace a Milano, opera progettata da Luigi Cagnola e compiuta nel 1838.
Alla morte del Cagnola completò la chiesa di San Lorenzo a Ghisalba, eseguendovi gli altari laterali.